# تايت مكراي
تايت روزنر مكراي (بالإنجليزية: Tate Rosner McRae)‏ هي مغنية وكاتبة أغاني وراقصة كندية، وُلدت في 1 يوليو 2003 في مدينة كالغاري بمقاطعة ألبرتا. بدأت حياتها المهنية كراقصة، واشتهرت عام 2016 بعد وصولها إلى نهائيات برنامج So You Think You Can Dance، لتصبح أول كندية تحقق هذا الإنجاز.

## الحياة المبكرة والتعليم
نشأت مكراي في كالغاري، وبدأت التدريب على الرقص في سن مبكرة. انتقلت لاحقًا إلى ألمانيا لفترة قصيرة بسبب عمل والدها، ثم عادت إلى كندا حيث واصلت تعليمها وتدريبها الفني.

## المسيرة الفنية

### 2016–2019: البدايات والظهور الأول
شاركت مكراي في برنامج So You Think You Can Dance عام 2016، واحتلت المركز الثالث، مما جذب انتباه الجمهور وشركات الإنتاج.

### 2020–2021: الألبومات المصغرة والنجاح التجاري
في عام 2020، أصدرت أول ألبوم مصغر لها بعنوان All the Things I Never Said، تبعه Too Young to Be Sad عام 2021، والذي أصبح أكثر ألبوم مصغر لفنانة يتم تشغيله على سبوتيفاي خلال ذلك العام. تضمنت الأعمال أغنية "You Broke Me First"، التي حققت نجاحًا عالميًا.

### 2022–2023: الألبوم الأول والتحول الفني
أطلقت مكراي ألبومها الأول I Used to Think I Could Fly عام 2022، وبلغ المركز الثالث في كندا. في 2023، أصدرت أغنية "Greedy" التي تصدرت قوائم الأغاني العالمية، وتبعها ألبومها الثاني Think Later.

### 2025: الألبوم الثالث والنجاح العالمي
في فبراير 2025، أصدرت مكراي ألبومها الثالث So Close to What، الذي تصدّر قوائم الألبومات في كندا والولايات المتحدة. كما حققت أول أغنية لها تتصدر Billboard Hot 100 وهي "What I Want" بالتعاون مع مورغان وولن.

## الأسلوب الفني والتأثيرات
تتميز مكراي بأسلوب يجمع بين البوب المعاصر والإلكتروبوب، وتستند في كتاباتها إلى تجارب شخصية وعاطفية. تأثرت بفنانين مثل بيلي إيليش ولوردي وأريانا غراندي.

## الجوائز والترشيحات
- ترشيح لجائزة MTV لأفضل فنانة صاعدة (2021)
- جائزة جونو لأفضل أغنية منفردة (2022)
- ترشيح لجائزة غرامي لأفضل أداء بوب (2024)

## أعمالها

### الألبومات
- I Used to Think I Could Fly (2022)
- Think Later (2023)
- So Close to What (2025)

### الأغاني المنفردة البارزة
- "You Broke Me First"
- "She's All I Wanna Be"
- "Greedy"
- "Sports Car"
- "What I Want" (بالتعاون مع مورغان وولن)

## وصلات خارجية
- الموقع الرسمي
- حساب إنستغرام الرسمي
- قناة يوتيوب الرسمية